# Цзо Цюань
Цзо Цюа́нь (кит. 左权, пиньинь Zuǒ Quán; 15 марта 1905 — 2 июня 1942), псевдоним Цзо Шужэнь (左叔仁) — член китайской Коммунистической партии, генерал китайской Красной Армии в годы китайской революции и войны против Японии. Старший офицер штаба восьмой армии. Погиб в бою в 1942 году, прикрывая маршрут отступления восьмой армии.

## Биография
Цзо Цюань родился 15 марта 1905 года в уезде Лилин, провинции Хунань. В 1925 году, после окончания первого курса Академии Вампу, Цзо вступил в ряды китайской Коммунистической партии (КПК) и основал тайную организацию среди про-коммунистически настроенных студентов Академии Вампу. После окончания академии Цзо Цюань был назначен командиром роты в китайской армии. После победы КПК над Гоминьданом Цзо Цюань уехал в Москву, где учился в Коммунистическом университете трудящихся Китая имени Сунь Ятсена, затем учился в советской военной академии имени М. В. Фрунзе. Академию он окончил в 1930 году.
После окончания учёбы Цзо с Лю Бочэном вернулся в китайский город Шанхай и был отправлен на работу в провинцию Цзянси. Там Цзо стал инструктором, а затем комендантом первого отделения Красной Армии. Позднее стал командующим новой 12-й армии. В 1933 году Цзо был назначен начальником штаба группы армий, участвовал в Великом походе китайских коммунистов.
В 1937 году, с началом войны с Японией, Цзо стал заместителем начальника штаба восьмой армии. В 1938-1939 годах был одним из организаторов обороны страны. В мае–июне 1942 года Цзо Цюань принимал участие в сражениях, прикрывая маршрут отступления восьмой армии. 2 июня 1942 года в бою был смертельно ранен при разрыве японского снаряда. После его смерти Коммунистическая партия Китая переименовала в его честь провинцию Шаньси в Цзоцюань.